# Hans Schor
Hans Schor († März 1674 in Innsbruck) war ein österreichischer Maler.

## Leben
Hans Schor stammte vermutlich aus Augsburg und soll seine Ausbildung als Maler in Rom erhalten haben. Er verbrachte seine Gesellenzeit am Stift Wilten und heiratete am 23. April 1613 die Innsbrucker Bürgerstochter Ursula Dax, eine Enkelin des Malers Paul Dax. Am 7. Jänner 1627 erhielt er das Innsbrucker Bürgerrecht. Er genoss großes Ansehen, wurde in den Rat der Stadt gewählt und war 1638 Gemeinderedner und 1646 Stadtrichter.
Ab etwa 1616 war er als Hofmaler im Dienste der Tiroler Landesfürsten Maximilian III., Leopold V. und Claudia de’ Medici tätig und schuf vorwiegend dekorative Werke wie Wappenschilde, Ansichten von Gegenden und Befestigungen, Sonnenuhren oder Festdekorationen, wie für die Hochzeit Kaiser Ferdinands II. mit Eleonora Gonzaga 1622 in Innsbruck. Daneben malte er Porträts, religiöse Tafelbilder und Ostergräber. Er fertigte mehrere Arbeiten, darunter den Stuck, für die Mariahilfkirche. Die Deckengemälde in der Kuppel des Seekirchls bei Seefeld werden ihm zugeschrieben. Zeitlebens stand er in engem künstlerischen Kontakt zum Baumeister Christoph Gumpp, mit dem er an zahlreichen Projekten, wie etwa dem Bau der Jesuitenkirche, zusammenarbeitete. 
Schor starb im März 1674, er wurde am 6. März 1674 begraben. Er hatte 18 Kinder, von denen nur wenige das Erwachsenenalter erreichten. Drei seiner Söhne, Johann Paul, Bonaventura und Egid, wurden auch Maler.